# Трулло

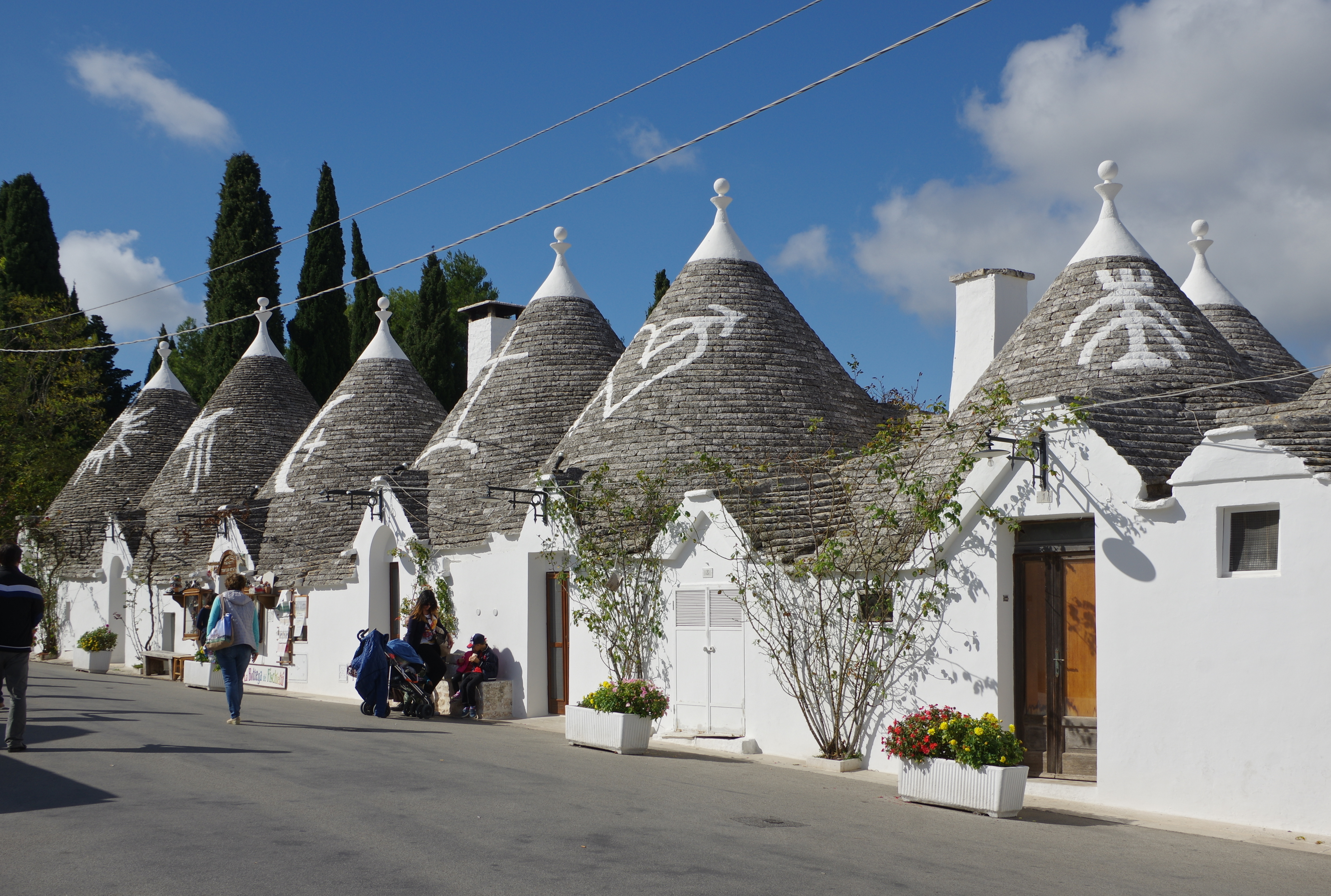
Трулли в Альберобелло

Тру́лло (мн. ч. итал. Trulli, от греч. τρούλος, «купол») — традиционный дом, сооружённый методом сухой кладки, с конической крышей, имеющий доисторические прототипы. Распространены в центральной и южной частях итальянской области Апулия.
Старейшие из сохранившихся труллей были сооружены в XVI веке в районе плато Мурдже в Апулии.
Трулли из Альберобелло были причислены к памятникам Всемирного наследия ЮНЕСКО.

## Конструкция
Конструкция дома такова, что достаточно было вынуть один камень в крыше — и она разваливалась. Причина этого — в запрете на строительство в данной местности, однако местные власти неофициально допускали постройки, но с условием быстрой разборки строения в случае визита проверяющих чиновников.
Стены труллей очень толстые, что обеспечивает прохладу в жаркую погоду и теплоизоляцию от холода в зимнее время. Дом двухъярусный, подъём наверх — по приставной лестнице. В подавляющем большинстве под каждой конической крышей находится только одна комната. Многокомнатный дом трулло имеет несколько крыш-конусов, под каждой из которых размещена отдельная комната.

## Архитектура

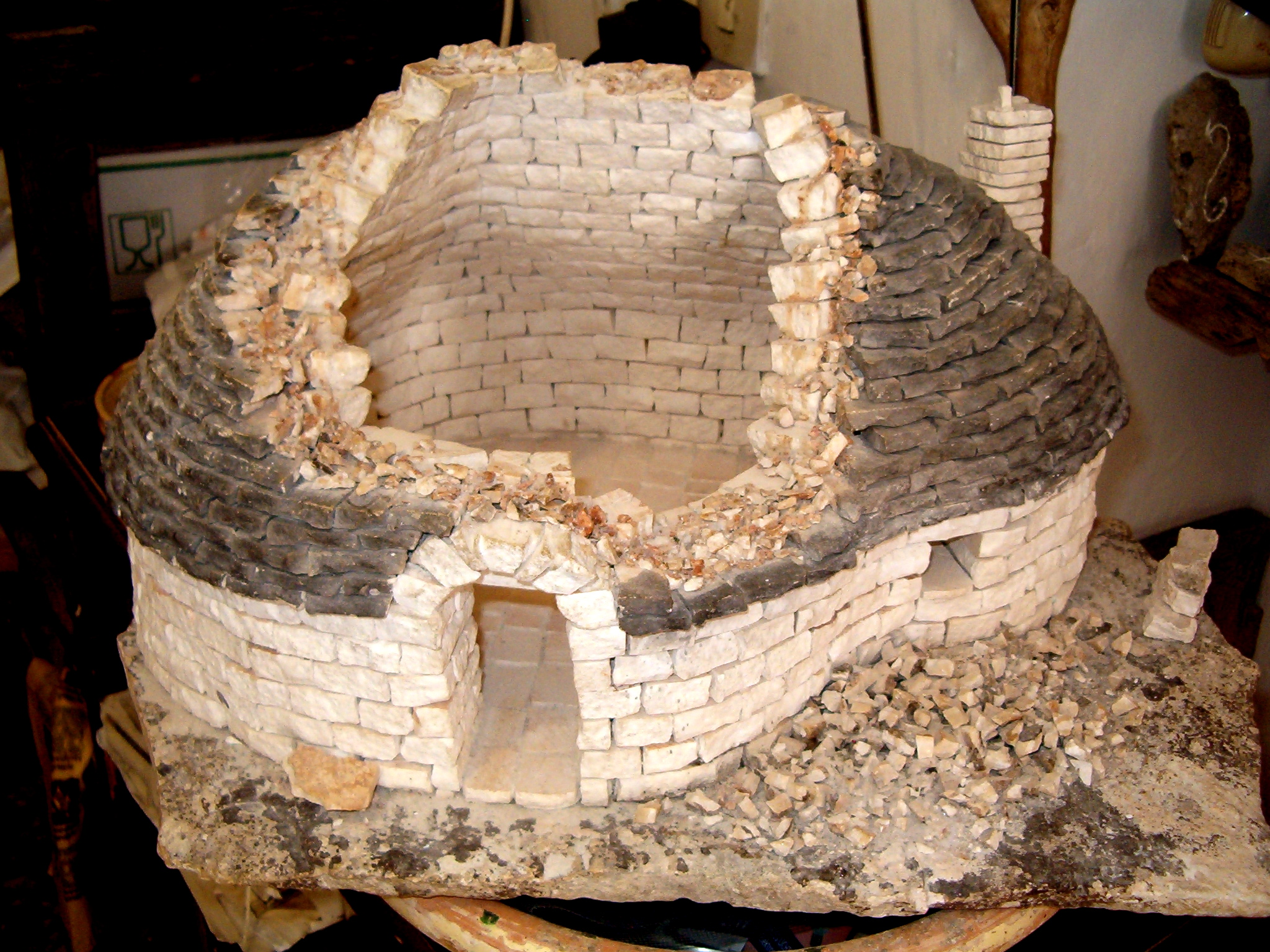
Модель, демонстрирующая типичную технику строительства трулло Альберобелло; полость между внутренней стеной из тёсаного камня и наружной облицовкой из каменной плитки или кьянкарелли заполнена каменным щебнем, а свод является одним из каменных вуссуаров.

### Фасады

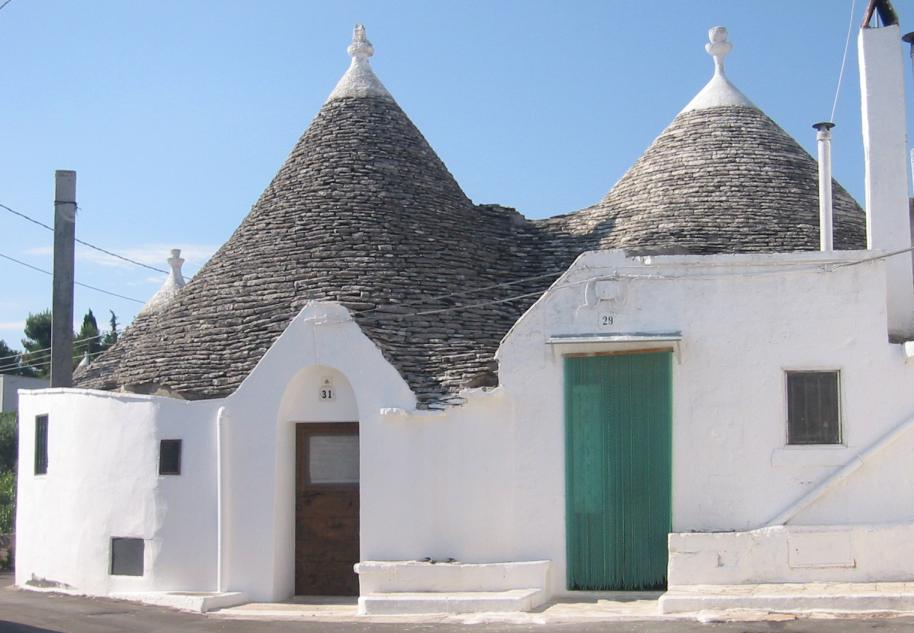
Два смежных труллей (Альберобелло)
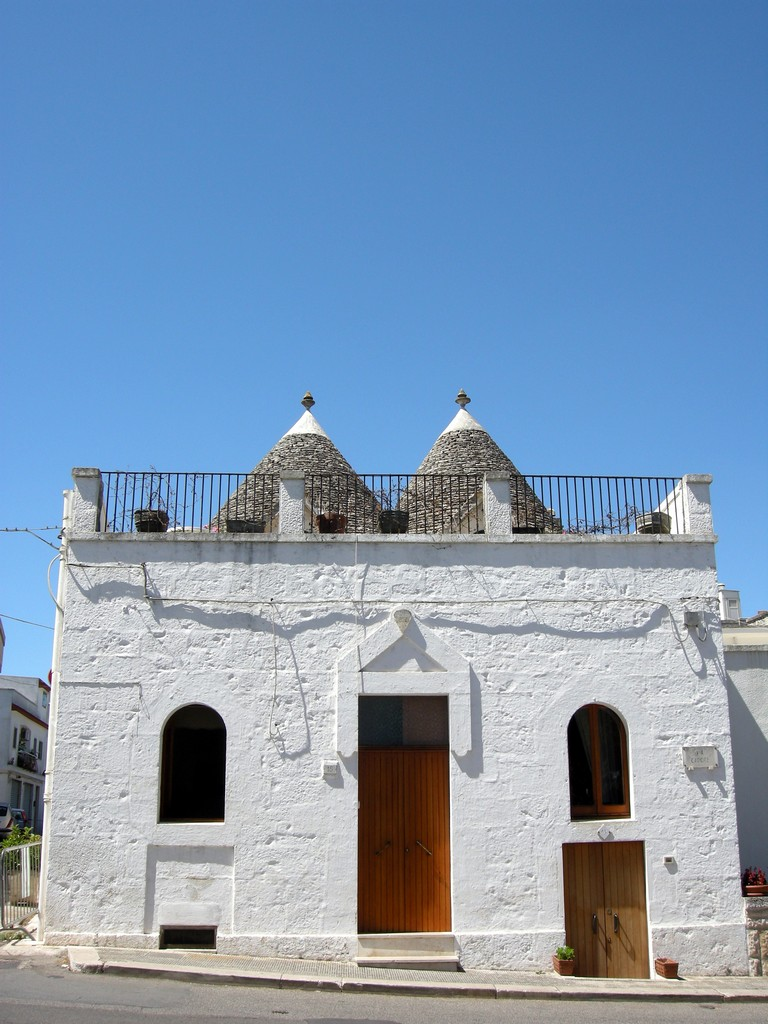
Дом-трулло с поднятой фасадной стеной, скрывающей обе конические крыши (Альберобелло)
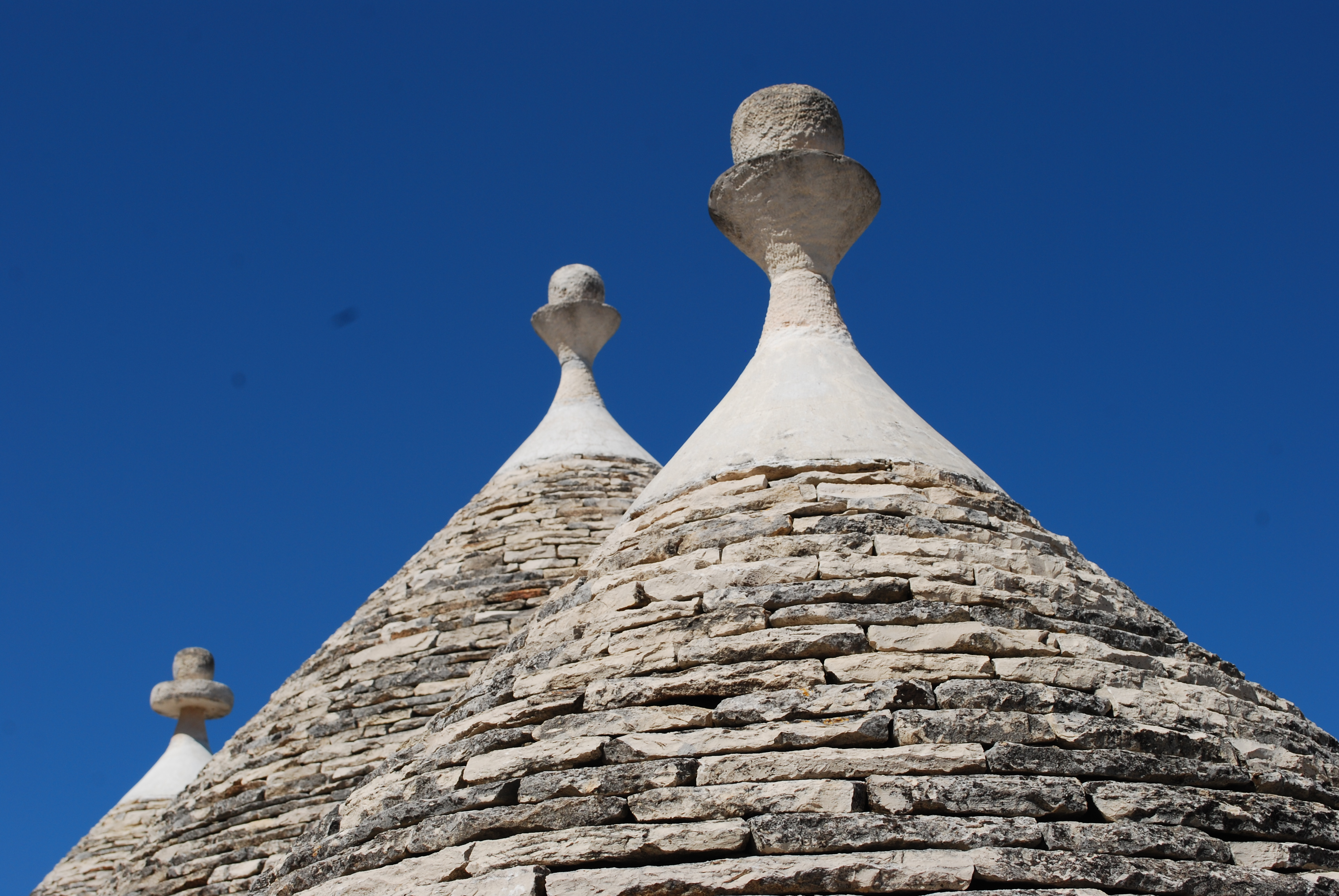
Резные каменные вершины на восстановленных конусах трулло (Альберобелло)
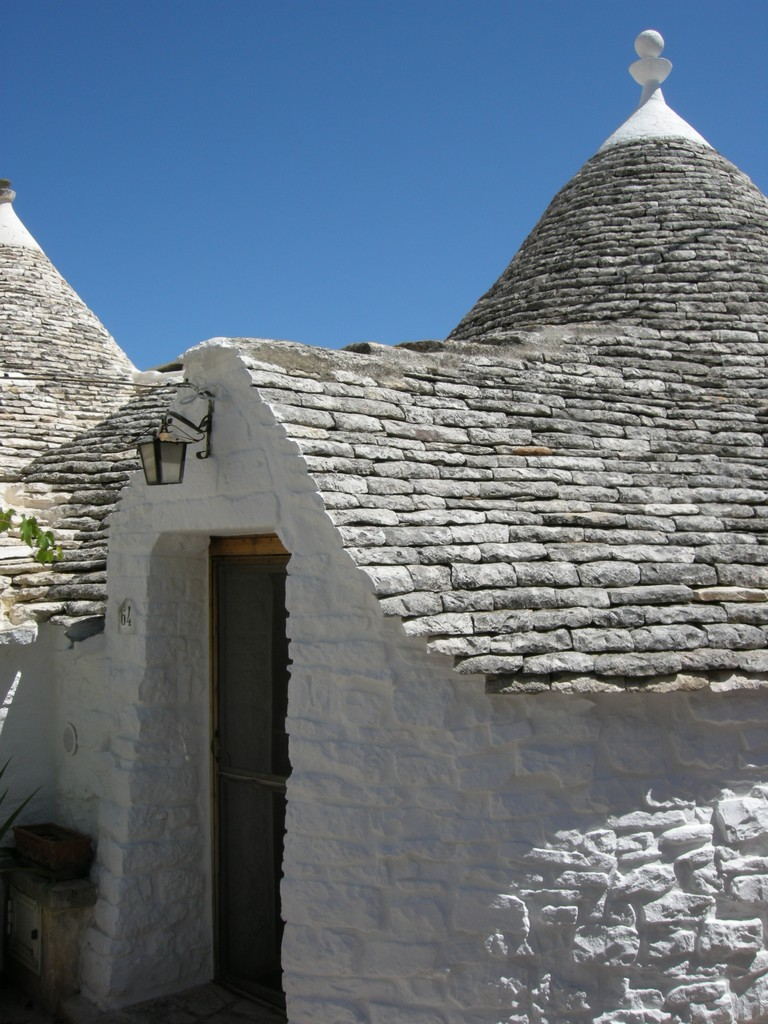
Вход в трулло (Альберобелло)

## Другое
На Сицилии известны аналогичные сооружения — пальясо.